# De premier (roman van Simenon)
De premier (oorspronkelijke titel: Le Président) is een psychologische roman van de Franstalige Belgische auteur Georges Simenon. Het Franse origineel werd uitgegeven door uitgeverij Presses de la Cité in 1958.
De roman werd in 1961 verfilmd door Henri Verneuil, met Jean Gabin, de vertolker van de hoofdfiguur, in een van zijn meest vermaarde rollen.  

## Samenvatting
1958. Door een economische crisis komt de regering van Frankrijk ten val en breekt een politiek steekspel uit. Op een landgoed ver van Parijs slaat de voormalige premier, ondertussen een tachtiger die aan zijn memoires werkt, de gebeurtenissen gade. Tot zijn verontwaardiging denkt niemand eraan hem te raadplegen. Hij beraamt een plan om zijn voormalige attaché Chalamont, nu kandidaat-premier, met compromitterend materiaal van de macht te houden.
De premier is een indringend psychologisch portret van een publieke figuur die geconfronteerd wordt met zijn tanende macht, en met de eenzaamheid die het levenseinde kenmerkt.

## Nederlandse vertaling
- De premier verscheen in 2014 in de vertaling van Kris Lauwerys bij De Bezige Bij. Een eerdere vertaling, onder de titel De president, verscheen in 1959 van de hand van Karel Hendrik Romijn bij uitgeverij Bruna.